# هیتاچی زوسن
هیتاچی زوسن کورپوریشن (به ژاپنی: 日立造船株式会社) شرکت صنایع سنگین ژاپنی است، که در زمینه تولید سازه‌های فولادی، ماشین‌آلات صنعتی، تجهیزات کارخانه، تجهیزات تولید برق، ماشین‌آلات ساخت‌وساز، تی‌بی‌ام، مخازن تحت فشار و موتورهای درون‌سوز فعالیت می‌کند.
شرکت هیتاچی زوسن در سال ۱۹۳۴ توسط شرکت هیتاچی تأسیس شد و در سال ۱۹۴۷ به عنوان یک شرکت مستقل ثبت گردید.
دفتر مرکزی این شرکت در شهر اوساکا، ژاپن قرار دارد و بخشی از سهام آن در بازار بورس توکیو معامله می‌شود.